# Яков Змейкович
Яков Димов Змейкович (Змейков) е български възрожденец, виден просветен деец в Централните Родопи, развил българското учебно дело в Даръдере (днес Златоград).

## Биография
Роден е в 1840 година в положкото село Вруток, тогава в Османската империя. Учи в Лешочкия манастир през 1853 година, а по-късно в Скопие (1857) и в Жълтото училище в Пловдив при Йоаким Груев (1861 - 1864). От 1864 до 1867 година е учител в приготвителното училище в Пловдив. След това от 1868 до 1870 година преподава в Габрово, Ксантийско. От 1870 до 1874 година в съседното Кръстополе, след което от 1874 до 1880 година отново преподава в Габрово.
В 1880 година се установява в Даръдере, където преподава до 1896 година. В Даръдере изхвърля турския и гръцкия език от образованието и преподава единствено на български. Въвежда тържествени беседи, започва да се чества 24 май, създадено е слято девическо училище с учителка Злата Димитрова от Одрин. Жени се за Василка Тенева. Умира в 1913 година. Името му носи улица в Златоград.
Христо Караманджуков пише за Змейкович:
| „ | Те [даръдерци] имаха свое родно училище и църква, умееха да избират свои достойни учители, какъвто дълги години бе Яков Змейкович, който духовно създаде новите поколения в Даръдере... | “ |

В свое слово за 11 май Змейкович пише за Кирил и Методий:
| „ | От всичките славяни най-много ний имаме длъжност и право да празнуваме и да тържествуваме на тоя ден, защото той е имал и има за нас най-големо значение. Ний, българите в Турция, имаме най-много право да се гордеем, защото славянските първоучители са излезли от нашата среда, защото Солун е люлката на св. Кирил и Методия. От Солун е блеснала съживителна светлина, Божествена искра не само на българите, но и за всичките славяни, тъй щото великото дело, което са извършили д[вамата] св. Братя е и Божествено, защото цели векове са се пренесли над българския народ и той си останал пак народ с вяра и език... 11 май е знаменателен празник за българите, защото от тоя ден, от празнуването на тоя празник ся започва Българското възраждане. Щом се почете паметта на светите братя, навсекъде, дето имаме българи, ся отварят български училища, започня да се шепват български молитви... Дето се празнува паметта на нашите първоучители, там има съзнание, там има праотеческа вяра и народност. Дето искате да събудите самосъзнание, призовете помощта на св. Кирила и Методия! Отпразнувайте и отържествувайте святата тяхна памет и благородния ви труд ще се увенчае с успех и сполука. В това немайте ни най-малко съмнения, защото силата на Солунските светители е необорима и непобедима. Славянските първоучители са оставили святия свой празник далече от нас. Близко е обаче родния им град, люлката им, върху която блещука неогасимо кандилце – Солунската българ. гимназия... ...с доножданието си те турили основа на Българската писменост, която се обогатила с много списания, чрез които Българ. език очисти се и изработи тъй, щото стана не само черковен, но и литературен на всички славяни. От самия живот и делата на св. Братя може да се заключи каква силна воля и енергия им трябвало в ония тъмни времена, за въдворяването на Християнството, когато то едвам започна да прониква и за въвежданието на писмеността; каква още духовна сила им трябвало, за да устояват против силните си врагове и най-сетне – за ревността, която имали, да проповядват Словото Божие и за добрините, които направили на славяните и особено на Българите; засвидетелствуват, че били Истинни народни патриоти славяни, а не другоплеменни, макар и да били родом от Солун. Защото, ако са били другоплеменни – в ония тъмни времена, когато немаше никакви славянски ръководства да изучят слав. език тъй добре, както днес не може да го изучи и най-ревностния другоплеменец, като се снабди с всичко, каквото му е необходимо... И дължим още молитви за здравието и дългоденствието на Нег.[ово] Благор.[одие] Йосифа I, който е духовен начелник на целия ни Български народ и който полага отечески грижи за развитието на паството си. | “ |

## Галерия
- Плоча с лика на Змейкович
- Плоча с лика на Змейкович
- Входът на къщата, където Змейкович преподава в Даръдере.
- Къщата, където Змейкович преподава в Даръдере.